# Vanellus macropterus
Vanellus macropterus là một loài chim trong họ Charadriidae.